# ニュー・リバー海兵隊航空基地
ニュー・リバー海兵隊航空基地 (ICAO: KNCA, FAA LID: NCA) は、アメリカ合衆国東部のノースカロライナ州ジャクソンビルに所在する、アメリカ海兵隊の基地である。
1972年、この飛行場は、海兵隊ヘリコプター航空の父の1人であるケイス・B・マカッチャン大将にちなんで、マカッチャン・フィールドと命名された。近傍には海兵隊のキャンプ･ルジューンがあり、一部の施設はキャンプ・ガイガーと共有されている。

## 駐屯部隊
- en:Headquarters and Headquarters Squadron
- Marine Aircraft Group 26（第26海兵航空群）
- en:Marine Aircraft Group 29
- VMX-1（第1海兵実用試験飛行隊）
- New River Center For Naval Aviation Technical Training（ニュー・リバー海軍航空技術訓練センター）
- en:Marine Wing Support Squadron 272
- en:Marine Air Control Squadron 2, Det. B
- en:362nd Training Squadron, Detachment 1, Operating Location "A" (USAF)

## 歴史
この土地には、もともと29区画のタバコ農場があったが、1941年に64,502ドルで政府に買い上げられた。上陸作戦を支援する航空機を受け入れるための既存の飛行場を探していたキャンプ・ルジューンの当局者は、その一環として、この地域の調査をおこなった。調査の結果、第71海兵グライダー群のバーネット・ロビンソン大佐は、この農地が海兵隊のニーズに合致すると結論付けた。
1943年3月9日、最初の飛行隊であるVMSB-331が、チェリー・ポイント海兵隊航空基地からキャンプ･ルジューンの監督下におかれていたその地域へと移駐した。6月1日、VMSB-331は2個部隊に分割され、VMSB-332が創立された。しかしながら、どちらの飛行隊もすぐにボーグ・フィールドに再配置された。1943年の半ばから1944年8月までの間、B-25爆撃機を装備する海兵爆撃飛行隊VMB-433、VMB-443およびVMB-612が駐屯した。1944年4月26日、ニュー・リバーおよび（政府が買い上げた地域の一部を占めていた農場の持ち主の名前から命名された）ピーターフィールド・ポイント周辺の地域がキャンプ・ルジューン海兵隊予備飛行場に指定された。このことにより、この飛行場は、キャンプ・ルジューンから明確に区分され、独立した海兵隊施設として公式に認定されることとなった。駐屯地に最初にできた格納庫であるキング・エア格納庫においては、それから数年間の間、海兵落下傘隊員、グライダー隊員および空中機動隊員たちの訓練が行われた。この格納庫は、サウスカロライナ州のパリス・アイランド海兵隊教育基地から移設されたものであった。

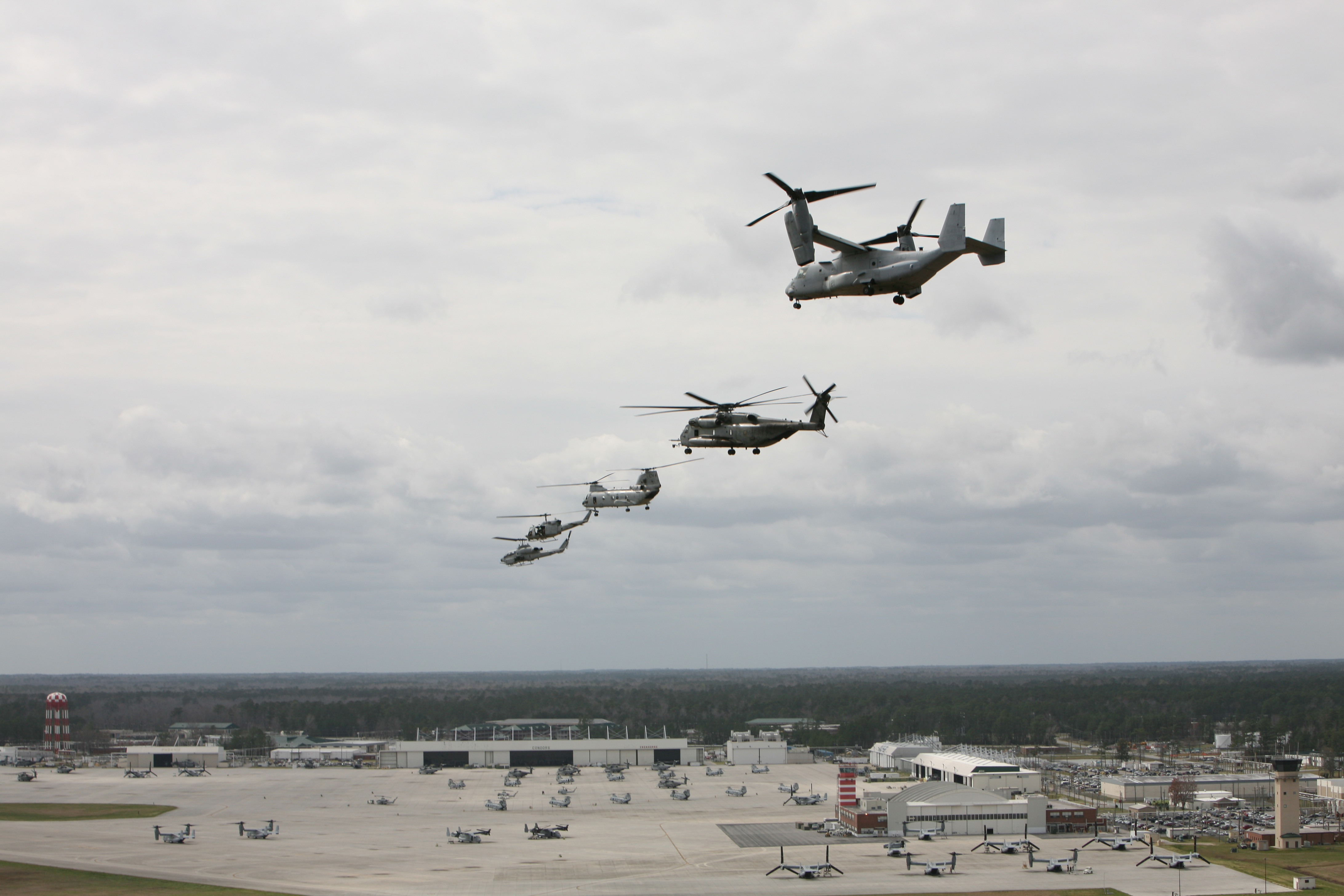
2008年3月18日、ノースカロライナ州ニュー・リバー海兵隊航空基地の上空を編隊飛行するV-22、CH-53E、CH-46、UN-1NおよびAH-1（右から）

第二次世界大戦が終結すると、キャンプ・ルジューン海兵隊予備飛行場は閉鎖され、チェリー・ポイント海兵隊航空基地の飛び地の飛行場として管理されるようになった。しかしながら、この状態は長く続かなかった。1951年には、キャンプ・ルジューンが管理するピーターフィールド・ポイント海兵航空施設として、飛行場が再利用されることとなった。それからわずか1年後、その飛行場の名称は、ニュー・リバー海兵隊航空基地へと再び変更された。1954年7月、第26海兵航空群がチェリー・ポイント海兵隊航空基地から移駐した。この部隊は、初めて実際に運用された海兵航空群となった。
1968年、この地域は、ニュー・リバー海兵隊航空基地（ヘリコプター）へと名称がもう一度大きく変更され、小規模の訓練地域から主要な運用飛行場へと変革を遂げた。
2015年の独立記念日の週末、ニュー・リバー海兵隊航空基地のグローバル・ラリークロスと呼ばれる自動車レースの会場としての使用が開始された 。2016年には、レースの行われる週末が2回に増加したが 、2017年のシーズンには、元に戻された。

## MV-22 オスプレイ
ニュー・リバー海兵隊航空基地は、MV-22を保有する初めての海兵隊基地となった。この新型機は、飛行機のように飛び、かつ、ヘリコプターのように離着陸できるものである。東海岸においては、HMX-1およびHMM-774を除くすべての飛行隊が、CH-46からMV-22への更新を完了した。現時点において、オスプレイを運用している飛行隊は、VMM-261、 VMM-263、 VMM-162、VMM-365、VMM-264および VMM-266の6個部隊である。

## 参照
- List of United States Marine Corps installations
- United States Marine Corps Aviation
- List of airports in North Carolina
- Camp Davis

## 注記
1. ↑  “Marine Corps Air Station New River”.   U.S. Marine Corps. 2016年7月13日閲覧。
2. ↑  Marine Corps Air Station New River Archived 2005-05-19 at the Wayback Machine., official site, retrieved 2007-11-12
3. ↑  FAA Airport Form 5010 for NCA (PDF) , effective 2007-10-25
4. ↑  “MCAS New River hosts Red Bull Global Rallycross”.  en:WITN-TV (2016年7月3日). 2016年12月8日閲覧。
5. ↑  “GRC race preview: MCAS New River”. Motorsport.com (2016年7月1日). 2016年12月8日閲覧。
6. ↑  Wilde, Dominik (2017年2月2日). “Red Bull GRC announce 2017 schedule”.   The Checkered Flag. 2017年8月9日閲覧。